# Kristian Middelboe
Kristian Middelboe (født 24. marts 1881 i Brunnby i Skåne, Sverige, død 20. maj 1965 på Frederiksberg i København) var en dansk civilingeniør og fodboldspiller.
Han var søn af maler, direktør Bernhard Middelboe og hustru Hilda f. Horndahl, blev student fra Frederiksberg Latin- og Realskole 1900, fik derefter to års praktisk uddannelse på Orlogsværftets Maskinistskole og blev cand.polyt. 1909. Middelboe var ansat hos A/S F.L. Smidth & Co. 1909-49.
Han blev, trods at han stadig var svensk statsborger, udtaget til det danske landshold og var holdets anfører i alle sine fire landskampe. Han vandt sølvmedalje ved OL 1908. Han spillede centrehalfback i KB i perioden 1898-1914 og var holdets anfører fra 1902.
Kristian Middelboe flyttede som 10-årig med familien fra Brunnby i Skåne til København i 1891. Han havde en søster og tre yngre brødre, hvoraf to Nils og Einar, også vandt sølvmedalje ved OL 1908. Han blev dansk statsborger 26. februar 1910.
Efter karrieren blev han KB og DBU's formand 1935-1940 og 1948-1950, som den eneste tidligere A-landsholdsspiller hidtil. Desuden medlem af bestyrelsen for Dansk Idræts-Forbund fra 1935 og for A/S Dansk Tipstjeneste fra 1948. Han var Ridder af Dannebrog, bar Vasaordenen og modtog Dansk Boldspil Unions Fortjenstmedalje i Guld 1932 samt senere det norske, det finske og det svenske Fodboldforbunds Fortjenstmedalje i Guld.
Middelboe blev gift 22. maj 1909 med Margrethe Jerndorff, søster til arkitekten og fodboldspilleren William Jerndorff og datter af maleren, professor August Jerndorff og hustru Betty f. Matthison-Hansen.